# Santo Amaro Abade
Santo Amaro Abade es una freguesia caboverdiana del municipio de Tarrafal.

## Geografía
La freguesia abarca parte de la isla de Santiago.

## Organización territorial
La freguesia contaba en 2021 con 16 620 habitantes distribuidos en las entidades de población de:

### Ciudad
- Mangui (Tarrafal)

### Villas
- Achada Tenda
- Ribeira das Pratas

### Localidades
- Achada Biscanhos
- Achada Lagoa
- Achada Longueira
- Achada Meio
- Achada Moirão
- Biscainhos
- Lagoa
- Mato Brazil
- Mato Mendes
- Milho Branco
- Ponta Lobrão
- Chão Bom
- Curral Velho
- Fazenda
- Figueira Muita
- Tras os Montes